# Bogdan Kuchta
Bogdan Kuchta (ur. 1954) – polski inżynier podstawowych problemów techniki w zakresie fizyki. Absolwent Politechniki Wrocławskiej. Od 1996 r. profesor na Wydziale Podstawowych Problemów Techniki Politechniki Wrocławskiej. 